# Šut
Šut (Шут) è un film del 1988 diretto da Andrej Ėšpaj.

## Trama
Il film racconta di un ragazzo intelligente che si vendica degli altri per le sue rimostranze, ma non riesce a resistere alla bella compagna di classe Ira.